# Вја дела Вила Алта (Тренто)
Вја дела Вила Алта је насеље у Италији у округу Тренто, региону Трентино-Јужни Тирол.
Према процени из 2011. у насељу је живело 28 становника. Насеље се налази на надморској висини од 953 м.